# Samuel Gobat

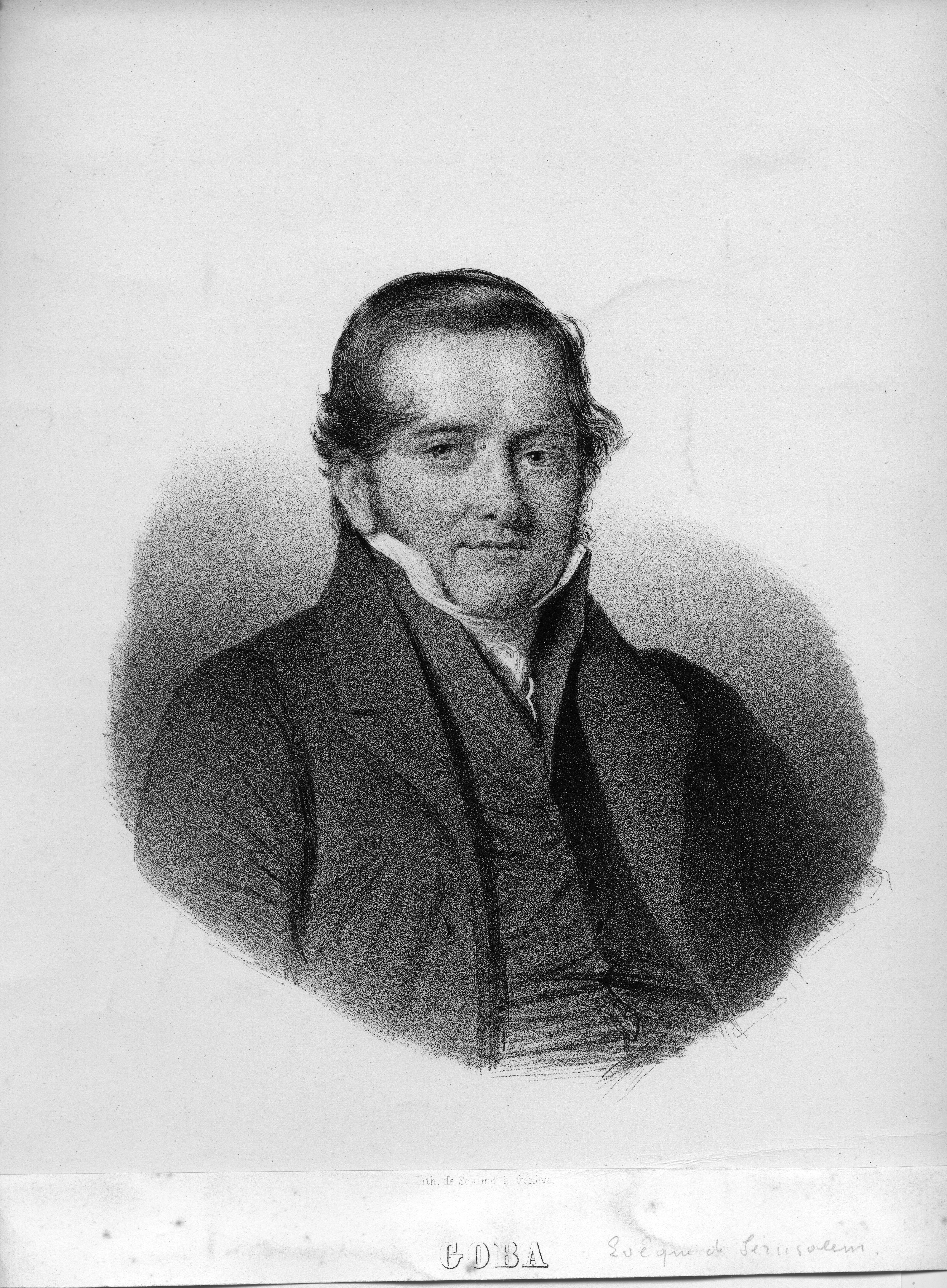
Samuel Gobat

Samuel Gobat, né le 26 janvier 1799 à Crémines dans le Jura bernois et mort le 11 mai 1879 à Jérusalem, est un missionnaire puis un évêque protestant de Jérusalem.

## Biographie
Samuel Gobat entre en 1820 à la Mission protestante de Bâle. Il commence son premier voyage missionnaire en 1826, pour la Mission de Londres, et passe trois ans au Caire puis encore trois ans en Abyssinie (actuelle Éthiopie). En 1832, il rentre en Europe et épouse Marie Zeller. Ils ont plusieurs enfants dont Dora Rappard qui sera aussi missionnaire. Le politicien Charles Albert Gobat, qui reçoit le prix Nobel de la paix en 1902, est un neveu.
De 1835 à 1836, Samuel Gobat est à nouveau en Abyssinie. Puis il est envoyé à Malte, où il travaille à une traduction de la Bible en arabe. En 1846, il est nommé à l'évêché de Jérusalem. Il succède à Michael Solomon Alexander, premier évêque à avoir exercé cette fonction créée en 1841 à l'incitation de Frédéric-Guillaume IV de Prusse. En cette qualité, Samuel Gobat fonde des paroisses et des écoles, des orphelinats et des hôpitaux à Jérusalem, Bethléem, Naplouse et Tel Aviv-Jaffa.

## Œuvres
- Journal d'un séjour en Abyssinie, pendant les années 1830, 1831 et 1832, publié par le Comité de la Société des Missions de Genève, 1834, précédé d'une introduction historique et géographique sur l'Abyssinie, avec carte et portrait, 438 p.